# Gorham (condado de Cumberland)
Gorham es un lugar designado por el censo ubicado en el condado de Cumberland en el estado estadounidense de Maine. En el Censo de 2010 tenía una población de 6.882 habitantes y una densidad poblacional de 346,12 personas por km².

## Geografía
Gorham se encuentra ubicado en las coordenadas 43°41′33″N 70°26′7″O / 43.69250, -70.43528. Según la Oficina del Censo de los Estados Unidos, Gorham tiene una superficie total de 19.88 km², de la cual 19.83 km² corresponden a tierra firme y (0.26%) 0.05 km² es agua.

## Demografía
Según el censo de 2010, había 6.882 personas residiendo en Gorham. La densidad de población era de 346,12 hab./km². De los 6.882 habitantes, Gorham estaba compuesto por el 96.08% blancos, el 0.65% eran afroamericanos, el 0.41% eran amerindios, el 1.03% eran asiáticos, el 0.03% eran isleños del Pacífico, el 0.29% eran de otras razas y el 1.51% pertenecían a dos o más razas. Del total de la población el 0.99% eran hispanos o latinos de cualquier raza.